# Alwar (distrikt)
Alwar är ett distrikt i den indiska delstaten Rajasthan. Den administrativa huvudorten är staden Alwar. Distriktets befolkningen uppgick till 2 992 592 invånare vid folkräkningen 2001, på en yta av 8 380 km².
Alwar var en brittisk-indisk vasallstat i nuvarande Rajasthan. Staten, som grundades av rajputen Pratap Singh 1771, och kom under brittiskt välde 1803.

## Administrativ indelning
Distriktet är indelat i tolv tehsil, en kommunliknande administrativ enhet:
- Alwar
- Bansur
- Behror
- Kathumar
- Kishangarh Bas
- Kotkasim
- Lachhmangarh
- Mandawar
- Rajgarh
- Ramgarh
- Thanagazi
- Tijara

## Urbanisering
Distriktets urbaniseringsgrad uppgick till 14,53 % vid folkräkningen 2001. Den största staden är huvudorten Alwar. Ytterligare åtta samhällen har urban status:
- Behror, Bhiwadi, Govindgarh, Khairthal, Kherli, Kishangarh, Rajgarh, Tijara